# Stenocercus lache
Stenocercus lache este o specie de șopârle din genul Stenocercus, familia Tropiduridae, descrisă de Corredor 1983. Conform Catalogue of Life specia Stenocercus lache nu are subspecii cunoscute.

## Galerie

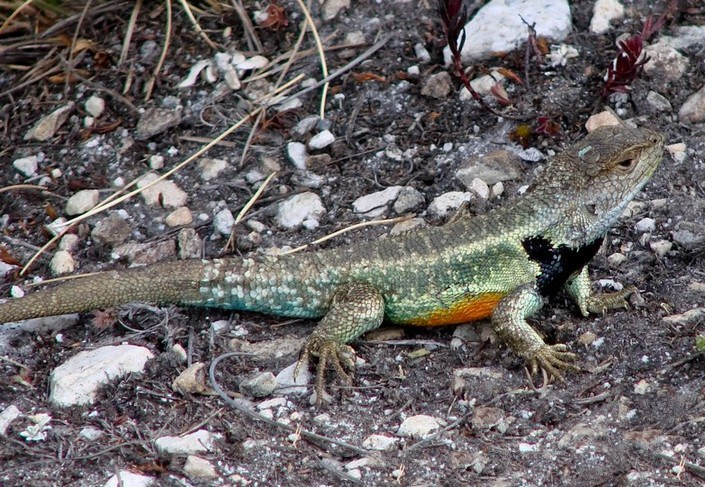